# Bacillus anthracis

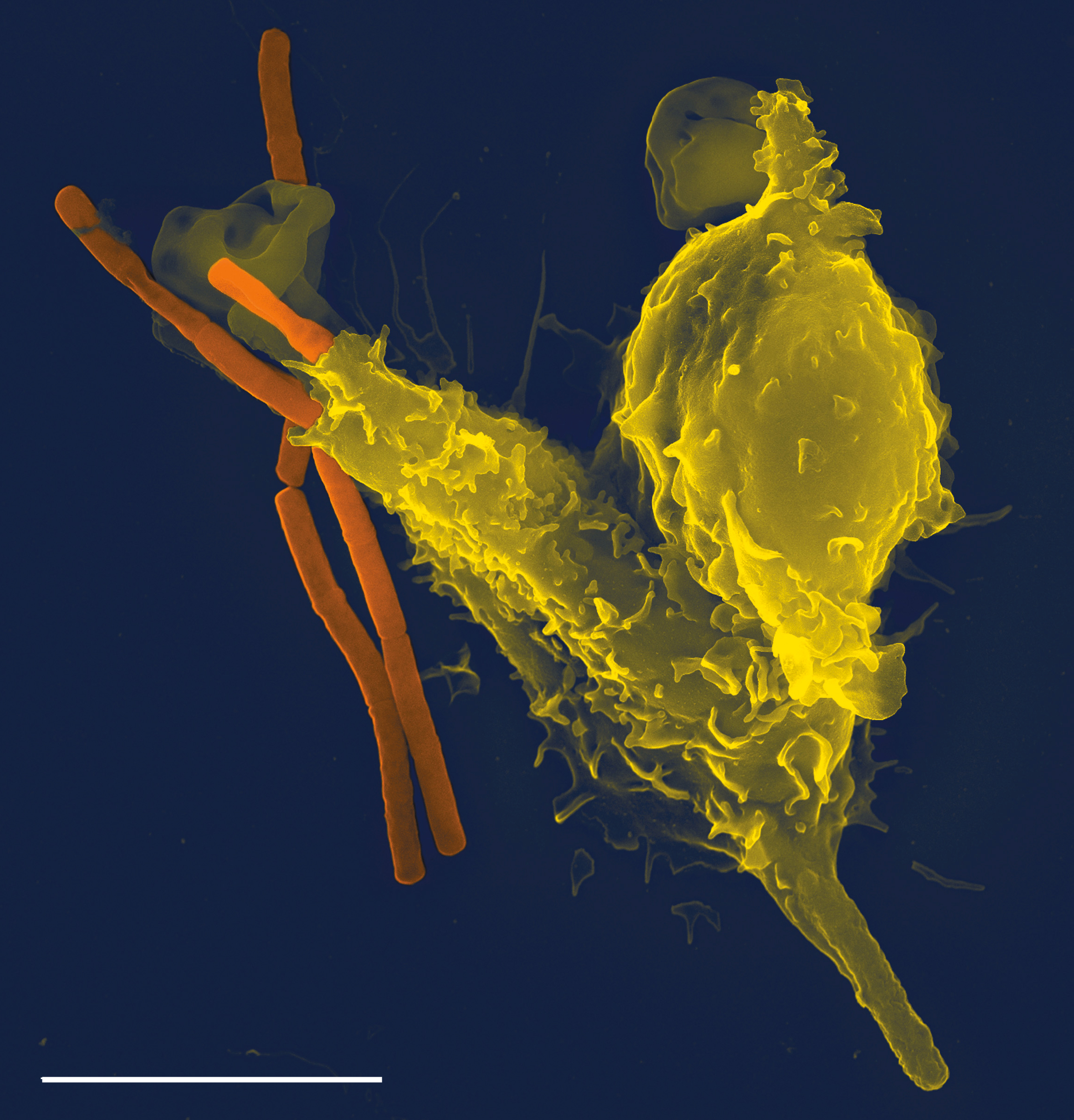
Neutrofil granulocita (sárga) bekebelez egy lépfenebacilust (narancs). A kép pásztázó elektronmikroszkóppal készült, a vonal hossza 5 µm.

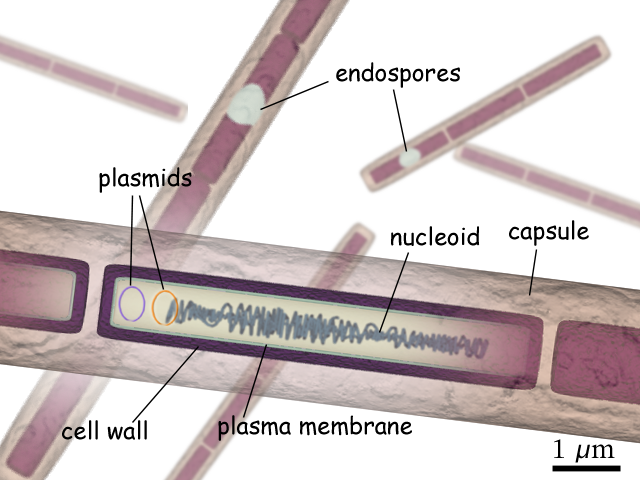
A Bacillus anthracis baktérium felépítése

A Bacillus anthracis (magyarul lépfenebacilus) egy Gram-pozitív, pálcika alakú, endospórát képző, fakultatív anaerob baktérium.
Teste mintegy 1–6 mikrométer hosszú, pálcika alakú. Az első baktériumfaj, amiről kimutatták, hogy kórokozó (Robert Koch, 1877), a lépfene nevű halálos betegséget okozza. A baktérium rendszerint spóra alakban nyugszik a talajban, akár évtizedekig fertőzőképes marad ebben a formában. Amint egy kérődző lenyeli, szaporodni kezd benne, és hamarosan megöli. Az állat bomló tetemében tovább szaporodik, végül ismét spóra alakba kerül, és szétszóródik a környező talajban. A baktériumspórákkal szennyezett legelőket ezért „elátkozott mezőknek” nevezik.
A kérődzők (és az ember) fertőzése során a spórát az immunrendszer falósejtjei (fagociták) bekebelezik. A fertőzött sejtek rendszerint a nyirokcsomókba vándorolnak, miközben belsejükben a spórából gyorsan kialakul és osztódni kezd a vegetatív alak. Végül a fertőzött sejtek szétesnek, és a baktériumok a véráramba kerülnek. Ott egy hármas toxint (letális és ödémafaktor, valamint védő antigén) bocsátanak ki, ami különböző sejt- és szövettípusokra fejti ki hatását.
A lépfenetoxin két komponense az ödémafaktor és a letális faktor. A sejtekbe való bekerüléshez egy másik fehérjét is előállít a B. anthracis, a védő antigént. Az ödémafaktor inaktiválja a neutrofil granulocytákat (a falósejtek egyik típusát), így azok már nem képesek bekebelezni a baktériumokat. Korábban úgy gondolták, hogy a letális faktor készteti a makrofágokat tumornekrózis-faktor és interleukin-1-béta, az immunrendszer két összetevőjének előállítására, amelyek normális esetben a gyulladásos folyamatok kialakulásában játszanak szerepet, itt viszont halálos szeptikus sokkot okoznak. A legújabb eredmények viszont azt bizonyítják, hogy a lépfenebacilusok olyan mértékben károsítják az érfalat (az endothélium sejtjeit), hogy az súlyos belső vérzéshez, és végső soron hipovolémiás sokkhoz, nem pedig szeptikus sokkhoz vezet.
A lépfenetörzsek virulenciáját számos tényező határozza meg. Elsődlegesen a poli-D-glutaminsav tok, ami megvédi a baktériumot attól, hogy a neutrofil granulociták bekebelezzék, illetve a saját toxinjaitól.
A baktérium igen hatékony biológiai fegyver.